# Télégramme diplomatique

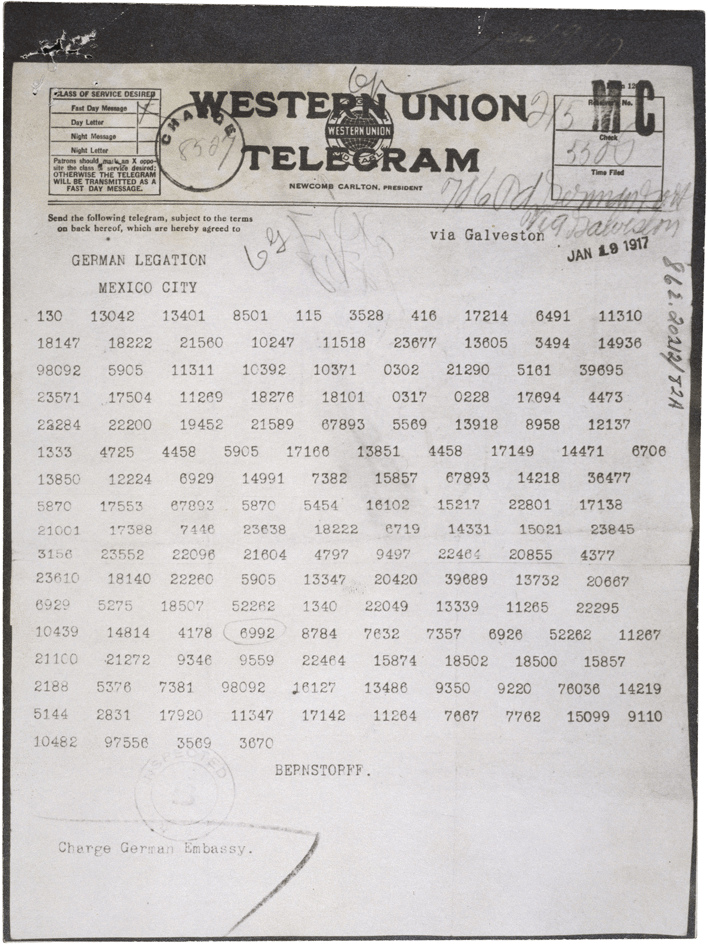
Le télégramme Zimmermann, télégramme diplomatique envoyé le 16 janvier 1917 par le ministre des Affaires étrangères de l'Empire allemand, Arthur Zimmermann, à l'ambassadeur d'Allemagne au Mexique, Heinrich von Eckardt, au plus fort de la Première Guerre mondiale. Compte tenu de son caractère confidentiel, il est chiffré.

Un télégramme diplomatique (TD) - ou câble diplomatique - est un texte confidentiel échangé de manière chiffrée entre une mission diplomatique, telle qu'une ambassade ou un consulat, et le ministère des Affaires étrangères du pays qu'elle représente. Les TD sont une modalité des dépêches diplomatiques.
Le ministère français des Affaires étrangères a remplacé au moment de la création du portail Diplomatie en 2014 les TD par des courriers formels (CF) et des notes diplomatiques (ND).
Le terme câble diplomatique provient de l'époque où ces échanges se faisaient sous la forme de télégrammes transmis par le biais de câbles sous-marins (câblogramme).